# 六四戒严
六四戒严，全称中华人民共和国国务院关于在北京市部分地区实行戒严的命令，是1989年5月19日晚中共中央、国务院召开中央和北京市党政军干部大会后，由时任中国国务院总理李鹏，在1989年5月20日发布的一份国务院令。
该命令宣布即日10时起在北京市部分地区实行戒严，根据第一号北京市人民政府令，实行戒严的区域为北京市下辖的东城区、西城区、崇文区、宣武区、石景山区、海淀区、丰台区和朝阳区。六四戒严为六四天安门事件的重要组成部分，该戒严令直到1990年1月11日才由李鹏签署另一份国务院令正式解除。
由於李鹏颁布戒严令时沒有根据《国务院组织法》第四条「国务院工作中的重大问题，必须经国务院常务会议或者国务院全体会议讨论决定」通过即自行签署，该戒严令不时被批评者指控为属“重大问题”未开会因此违宪违法的戒严。相反，同年3月7日颁布的《国务院关于在西藏自治区拉萨市实行戒严的命令》是經國務院開會決定後才實行，而北京戒嚴並沒有。（詳情可參閱1989年5月的國務院公報）。 
而与在拉萨迅速严格执行不同，北京部分地区戒严令一开始并未得以彻底履行；至6月2日穿单衣未携带武器的军队试图徒步进入市区受阻后，广播和宣传车及直升机开始反复播报戒严令。

## 命令原文
|                                 | 鉴于北京市已经发生了严重的动乱，破坏了社会安定，破坏了人民的正常生活和社会秩序，为了坚决制止动乱，维护北京市的社会安宁，保障公民的生命和财产安全，保障公共财产不受侵犯，保障中央国家机关和北京市政府正常执行公务，根据中华人民共和国宪法第89条第16项的规定，国务院决定：自1989年5月20日10时起在北京市部分地区实行戒严，由北京市人民政府组织实施，并根据实际需要采取具体戒严措施。 |
| ——国务院总理 李鹏 1989年5月20日 | |

## 报道
5月22日的《人民日报》头版右下角赫然刊出粗体大字“不准用军队解决内政问题”新闻标题。时任《人民日报》副总编辑陆超祺对此解释：“匈牙利總理內梅特說《不准用軍隊解決內政問題》這則新聞,原來國防部放在國際版,我看大樣時,看到文裡有‘斯大林模式的一個最可恨的特點就是肆意動用武裝力量整治本國人民。我們應該最堅決地同過去的這種做法決裂……’。這句話對我們很有現實意義，決定把這條新聞移到一版來。有些人看了可能會不高興。”